# アンソニー・デイビス
アンソニー・マーション・デイビス・ジュニア（Anthony Marshon Davis Jr., 1993年3月11日 - ）は、アメリカ合衆国・イリノイ州シカゴ出身のプロバスケットボール選手。NBAのダラス・マーベリックスに所属している。ポジションパワーフォワードまたはセンター。ケンタッキー大学時代は2012年のNCAAトーナメントを優勝に導き、その後2012年のNBAドラフトで1位指名で入団、オリンピックでは2012年のロンドンオリンピック、2024年のパリオリンピック金メダリストという実績を持つ。代理人はリッチ・ポール。イニシャルの「AD」、眉毛を表す「The Brow」などのニックネームがある。

## 経歴

### 高校
元々ガードをしていたが、高校時代に183cmから208cmと急激に身長が伸びたため、ガードもこなせるインサイドプレーヤーに変貌。平均32得点、22リバウンド、7ブロックを記録し、全米注目の選手となった。

### 大学
高校卒業後、ケンタッキー大学に進学。大学では攻守の要としてケンタッキー大学の2012年NCAAトーナメント制覇に貢献した。

### ニューオーリンズ・ホーネッツ / ペリカンズ

#### 2012-13シーズン

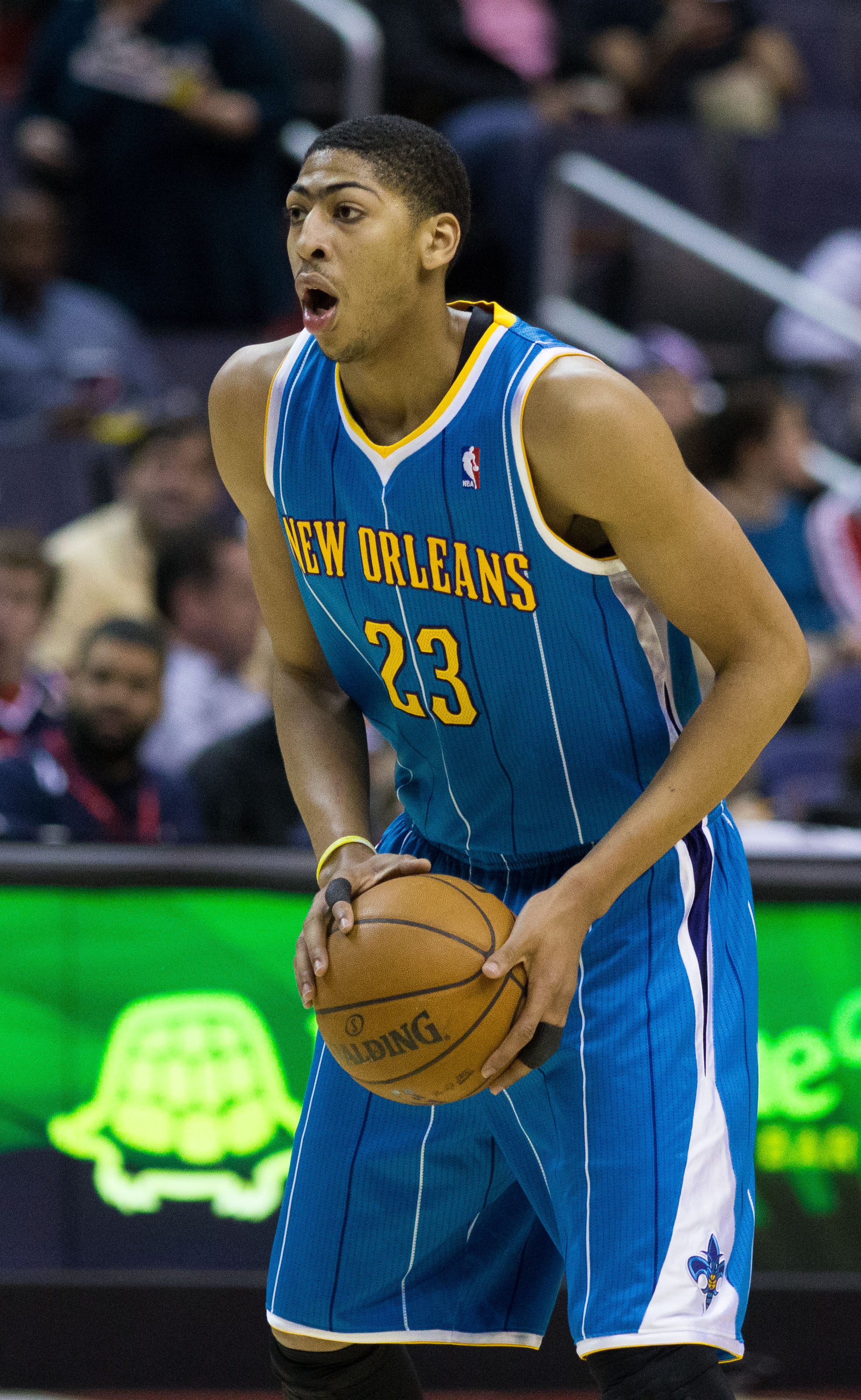
ルーキー時代のホーネッツでのデイビス

大学で1年プレーした後、2012年のNBAドラフトにおいて、ニューオーリンズ・ホーネッツ（現：ニューオーリンズ・ペリカンズ）から全体1位指名を受ける。ケンタッキー大学からはジョン・ウォール以来2年ぶり2人目の1位指名であった。2012-13シーズン、2013年のNBAオールスターゲームのライジング・スターズ・チャレンジに選出された。このシーズンは64試合で平均28.8分に出場し、13.5得点、8.2リバウンド、1.0アシスト、1.2スティール、1.8ブロックを記録した。

#### 2013-14シーズン

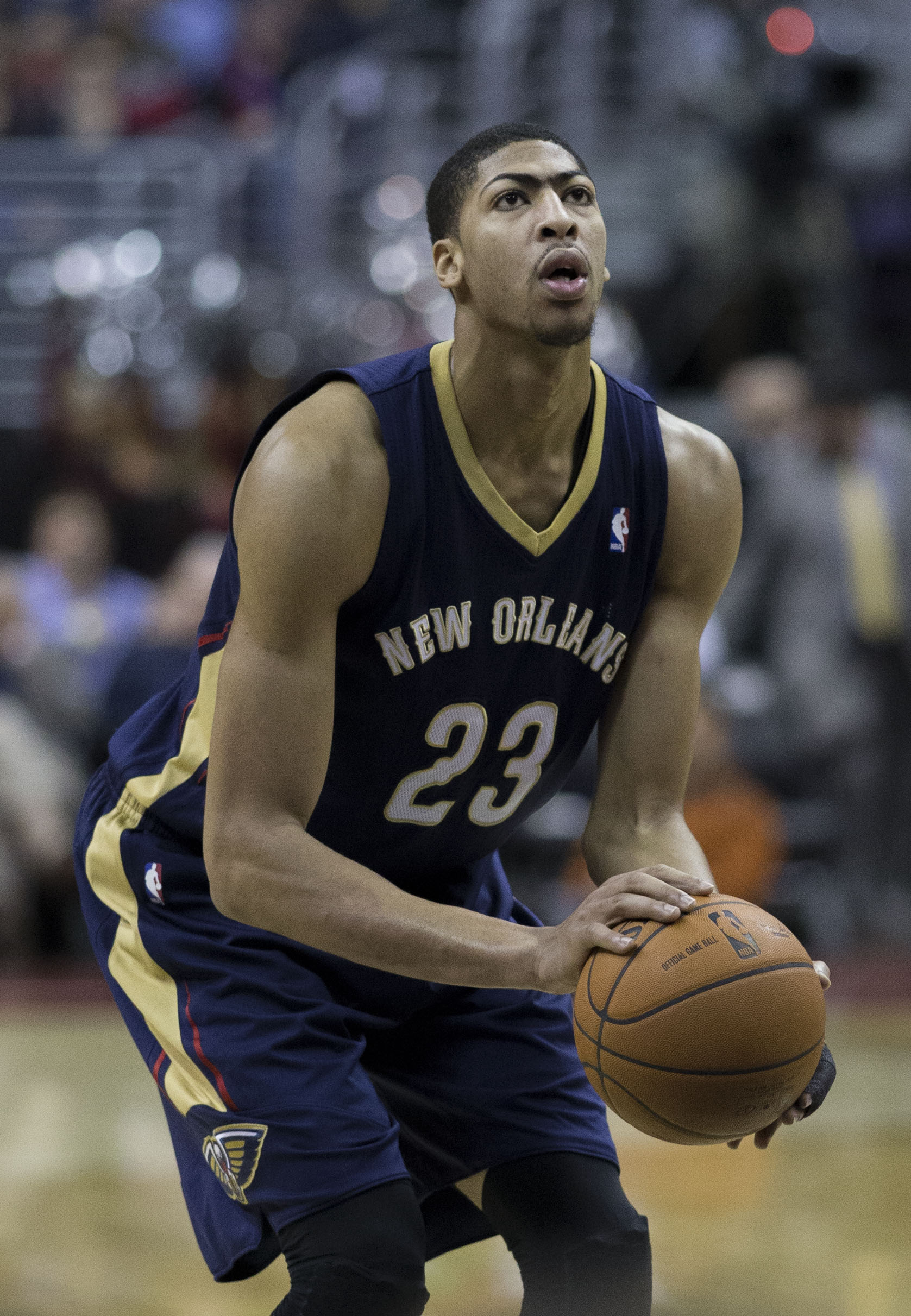
2014年のデイビス

このシーズンは67試合で平均35.2分に出場し、20.8得点、10.0リバウンド（10位）、1.6アシスト、1.3スティール、2.8ブロック（1位）を記録し、初のブロック王を受賞。

#### 2014-15シーズン
2015年2月11日のオクラホマシティ・サンダー戦では、決勝のブザービーター3ポイントシュートを決め、3月9日のミルウォーキー・バックス戦では、43得点を記録するなど、獅子奮迅の活躍でペリカンズを2011年以来のプレーオフ進出に導いた。このシーズンは68試合で平均36.1分に出場し、24.4得点（4位）、10.2リバウンド（8位）、2.2アシスト、1.5スティール、2.9ブロック（1位）を記録し、2度目のブロック王を受賞し、初のオールNBAチーム（1st）に選出された。同年夏には、ペリカンズと5年総額1億4500万ドルで契約を延長した。

#### 2015-16シーズン

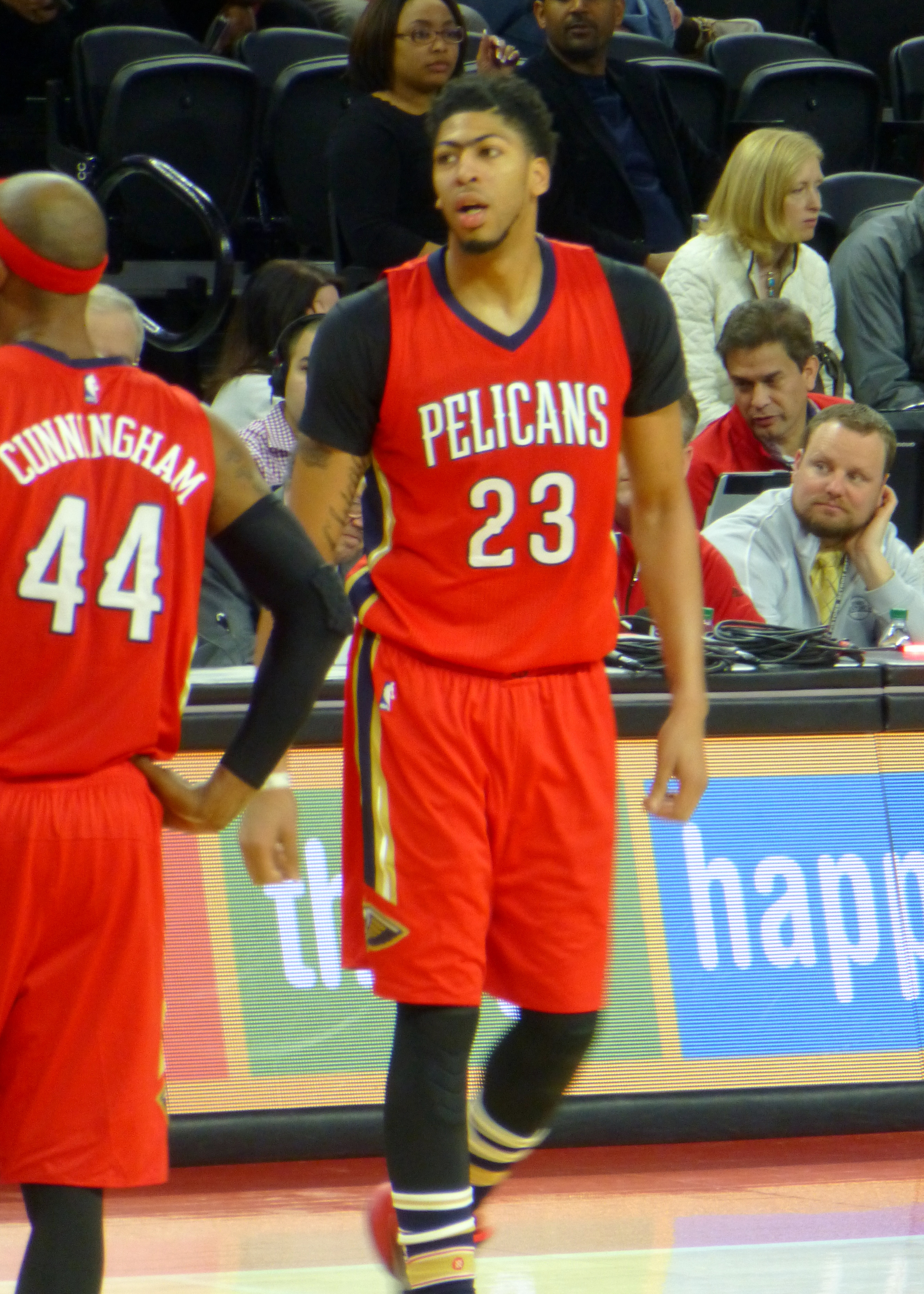
2016年2月21日のデトロイト・ピストンズ戦でフランチャイズ新記録となる59得点、20リバウンドのハイパフォーマンスを披露した。

2015年11月6日のアトランタ・ホークス戦では、自己最多の46得点を記録した。2016年2月21日のデトロイト・ピストンズ戦でキャリアハイかつフランチャイズ記録となる59得点を記録した（従来の球団記録はジャマール・マッシュバーンの50得点）。このシーズンは61試合で平均35.5分に出場し、24.3得点（7位）、10.3リバウンド（9位）、1.9アシスト、1.3スティール、2.0ブロック（4位）を記録した。

#### 2016-17シーズン
2017年2月19日、地元スムージー・キング・センターで開催されたNBAオールスターゲームにおいて、デイビスは両チーム最多の52得点を記録し、MVPに選出された。このシーズンは75試合で平均36.1分に出場し、28.0得点（4位）、11.8リバウンド（7位）、2.1アシスト、1.3スティール、2.2ブロック（2位）を記録した。

#### 2017-18シーズン

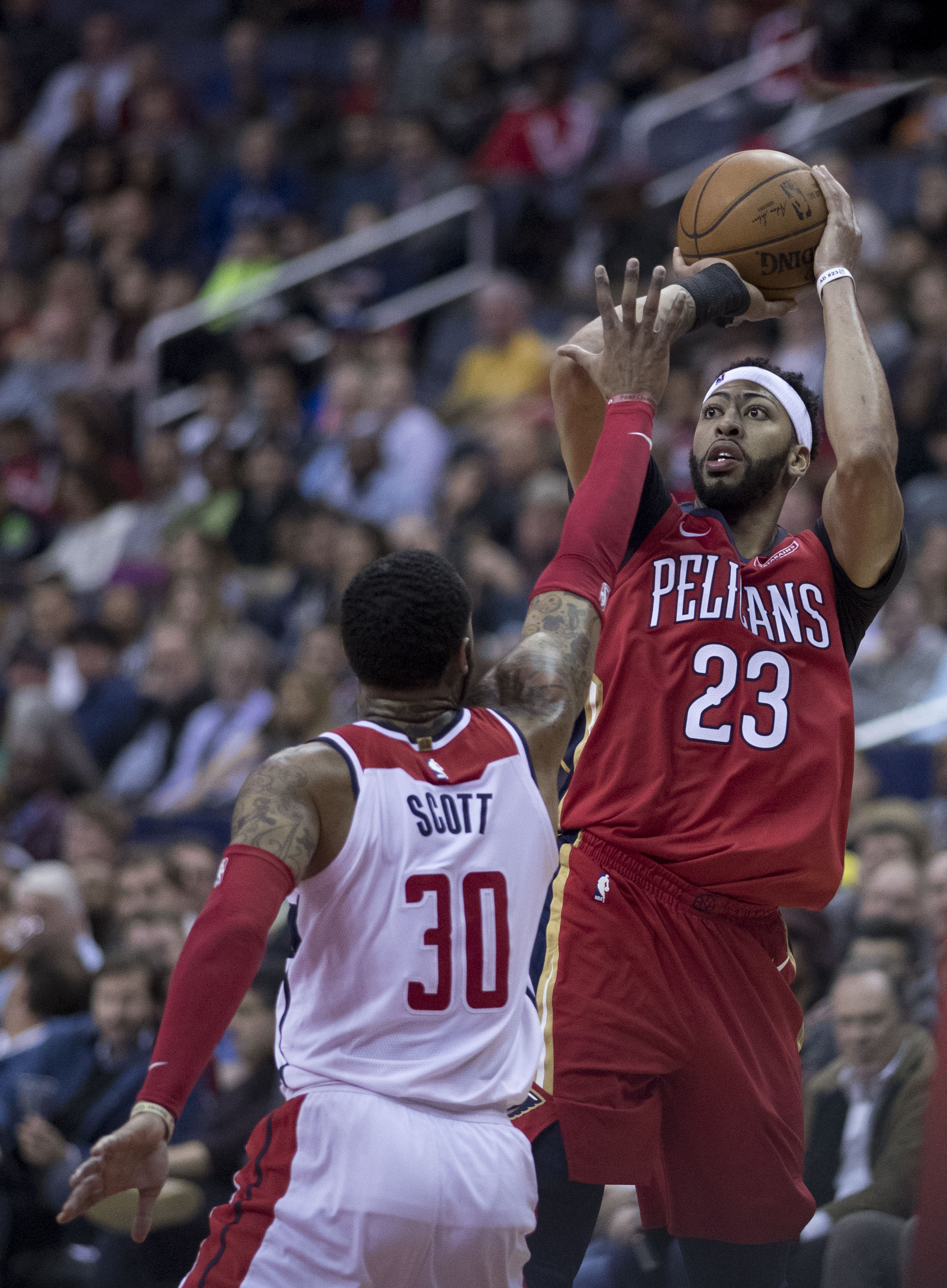
ワシントン・ウィザーズ戦にてマイク・スコットに対してショットを放つデイビス（2017年12月19日）

2018年2月18日にロサンゼルスのステイプルズ・センターで行われるNBAオールスターゲームに先発出場することが発表された。2018年2月2日に行われたオクラホマシティ・サンダー戦で43得点を記録、デビッド・ウェストを抜き球団最多得点記録を8702得点に更新した。試合はペリカンズが114-100で勝利した。2月23日に行われたマイアミ・ヒート戦で45得点、17リバウンド、5ブロック、5スティールを記録し、試合はペリカンズが124-123で勝利した。またこの試合でデイビスはシーズンの3ポイント成功数をキャリア・ベストの41とした。2月26日に行われたフェニックス・サンズ戦で53得点、18リバウンド、5ブロックを記録し、試合はペリカンズが125-116で勝利した。3月1日、2月の月間最優秀選手賞に選ばれた。デイビスはこの月平均35得点、13リバウンド、2.5スティール、2.2ブロックを記録し、月平均35得点・10リバウンドを記録するのは1982年にモーゼス・マローンが記録して以来のこととなった（最低10試合に出場した選手では）。3月6日に行われたロサンゼルス・クリッパーズ戦で41得点、13リバウンド、キャリア・ハイとなる4本の3Pシュートを記録し、試合はペリカンズが121-116で勝利した。3月11日のユタ・ジャズ戦でキャリアハイとなる10ブロックを含む25得点、11リバウンドを記録し、自身初となるトリプル・ダブルを達成したが、チームは99-116で敗れた。3月13日に行われたシャーロット・ホーネッツ戦で31得点、14リバウンド、5ブロックを記録し、試合はペリカンズが119-115で勝利した。3月18日に行われたボストン・セルティックス戦で34得点、11リバウンドを記録し、試合はペリカンズが108-89で勝利した。3月27日に行われたポートランド・トレイルブレイザーズ戦で36得点、14リバウンド、6ブロックを記録したが、試合はブレイザーズに107-103で敗れた。このシーズンは75試合で平均36.4分に出場し、28.1得点（2位）、11.1リバウンド（7位）、2.3アシスト、1.5スティール、2.6ブロック（1位）を記録し、3度目のブロック王を受賞。
プレーオフ1回戦、レギュラーシーズン3位のポートランド・トレイルブレイザーズとの初戦で35得点、14リバウンド、4ブロックを記録、試合はペリカンズが97-95で勝利した。プレーオフデビューから5試合連続25得点以上は史上5人目の事となった。第4戦ではチームプレーオフ記録の47得点を記録し、試合は131-123で勝利しペリカンズが4勝0敗のスウィープでシリーズを勝利した。シリーズ合計で平均33.0得点、12.0リバウンド、2.8ブロックを記録した。

#### 2018-19シーズン
2018年10月17日のヒューストン・ロケッツとの開幕戦で32得点、16リバウンド、8アシスト、3スティール、3ブロックを記録し、チームは131-112で勝利した。11月7日のシカゴ・ブルズ戦では32得点、15リバウンド、4ブロックを記録し、チームは107-98で勝利した。11月12日のトロント・ラプターズ戦で25得点、シーズンハイとなる20リバウンドを記録した。20得点・20リバウンド以上を達成するのはこれでキャリア5回目である。11月16日のニューヨーク・ニックス戦では43得点、17リバウンドを記録し、チームは129-124で勝利した。11月21日のフィラデルフィア・76ersで121-120で敗れたたものの、デイビスは12得点、16リバウンドを記録し、キャリア通算1万得点に到達した。25歳255日での到達は史上8番目に若い選手となった。12月28日のダラス・マーベリックス戦では、残り43.9秒でフォール・アウェイ・ジャンパーを沈めてシーズン最高の48得点を記録し、チームを114-112で勝利に貢献した。2019年1月2日のブルックリン・ネッツ戦にて、34得点とキャリアハイとともにペリカンズのフランチャイズ記録となる26リバウンドを記録した。1月19日、ポートランド・トレイルブレイザーズ戦の前夜に左手の人差し指の捻挫で1～2週間の欠場となった。
1月28日、ペリカンズに来シーズンのオフの契約延長については合意をしないことを通告し、トレードを要求した。また、トレードで移籍する希望をメディアに公表したことにより、労使協定違反で5万ドルの罰金処分を科された。デイビスは故障から回復し、プレーできるようになったがペリカンズ側は2月7日のトレード期限の締め切りが終わるまでデイビスを出場規制すると述べた。このシーズンは56試合で平均33.0分に出場し、25.9得点、12.0リバウンド、3.9アシスト、1.6スティール、2.4ブロックを記録した。リバウンドが自己最高などの好成績であったが、規定の出場試合数に届いていないため、個人成績の順位はつかない。

### ロサンゼルス・レイカーズ

#### 2019-20シーズン
2019年6月15日にロンゾ・ボール、ブランドン・イングラム、ジョシュ・ハート、2019年のドラフト1巡目4位指名権とのトレードで、ロサンゼルス・レイカーズへ移籍した。プロ入り以来背番号は一貫して「23」であったが、レブロン・ジェームズがすでに着用しており、レブロンはデイビスに譲る事を承諾したが、ナイキが来シーズン分のジャージを作成していたため、ナイキが反対し自身は「3」に変更した。10月22日のロサンゼルス・クリッパーズとの開幕戦でレイカーズデビューを果たして25得点、10リバウンド、5アシストを記録したが、チームは112-102で敗れた。10月29日の試合でデイビスは40得点、20リバウンドを記録した。これはレイカーズにとって2003年のシャキール・オニール以来の記録である。なお、これは30分以内の出場で記録した最多得点&リバウンドである。11月27日に古巣ペリカンズの本拠地で開催された試合では激しいブーイングを浴びたものの、古巣本拠地での初戦としてはNBA新記録となる41得点を記録した。2020年1月、代理人であるリッチ・ポールは、レイカーズが提示した4年総額1億6600万ドルの延長契約を断り、シーズンオフの夏に5年総額2億2000万ドルの契約を結ぶ方針でいる事が明らかになった。10月11日、レブロン・ジェームズとともにレイカーズをNBAファイナルまで導き、ファイナルの相手となったマイアミ・ヒートを6試合目で破り、自身初となるNBAチャンピオンを獲得した。

#### 2020-21シーズン
オフにプレイヤーオプションを破棄してFAとなり、12月3日にレイカーズと5年総額1億9000万ドルのマックス契約を結び再契約した。2020-21シーズンは右脹脛とアキレス腱炎などにより、2021年2月から4月にかけて30試合欠場するなど、キャリアで最長の離脱のシーズンとなった。レブロンも長期離脱していたためチームは前年と比べて大きく成績を落とした。連覇を目指したプレーオフでは1回戦でフェニックス・サンズと対戦。2勝1敗で迎えた第4戦で左脚の付け根を痛め、5戦目では欠場、シリーズ2勝3敗と王手をかけられた6戦目で復帰したが、開始5分で再び負傷した。チームもシリーズ2勝4敗で敗退となった。

#### 2021-22シーズン
このシーズンも度重なる故障により40試合の出場に留まり、チームはプレーオフ進出を逃した。また、このシーズンの途中には前年敗退したプレーオフ1回戦でのサンズ戦について、「自身が怪我で離脱しなければレイカーズが勝利していた」という趣旨の発言をして物議を醸した。

#### 2022-23シーズン
2022年11月18日のデトロイト・ピストンズ戦で38得点、16リバウンド、4ブロックを記録し、チームは128-121で勝利した。同月22日のフェニックス・サンズ戦で37得点、21リバウンド、5スティール、5ブロックを記録し、1試合で35得点・20リバウンド・5スティール・5ブロック以上を記録した史上初の選手となったが、チームは105-115で敗れた。また、この試合で3シーズンぶりとなる4試合連続30得点以上を達成した。なお、レイカーズの選手が4試合連続で30得点・15リバウンド以上記録したのは、エルジン・ベイラー、シャキール・オニールに次いで史上3人目であった。
12月2日のミルウォーキー・バックス戦で44得点、10リバウンド、4アシスト、3ブロックを記録し、チームは133-129で辛勝した。2日後のワシントン・ウィザーズ戦ではシーズンハイとなる55得点を含む17リバウンド、3ブロックを記録し、チームは130-119で勝利した。なお、1試合で55得点・15リバウンド・3ブロック以上を記録したのは、ケビン・マクヘイルに次いでNBA史上2人目であり、直近2試合で合計99得点をFG成功率70%以上で記録したのは、エルジン・ベイラー、ウィルト・チェンバレン、デイヴィッド・トンプソンに次いでNBA史上4人目であった。また、レイカーズの選手が2試合連続で40得点以上を記録したのは、2013年のコービー・ブライアント以来約9年半ぶりであった。11月28日〜12月4日にかけて、デイビスは週間平均37.8得点、13.0リバウンド、3.3ブロックを記録し、レイカーズ史上8人目となるウェスタン・カンファレンス週間最優秀選手に選出された。
2023年3月5日のゴールデンステート・ウォリアーズ戦で39得点、8リバウンド、6アシスト、2ブロックを記録し、チームは113-105で勝利した。2日後のメンフィス・グリズリーズ戦ではシーズンハイとなる22リバウンドを含む30得点、3アシスト、2ブロックを記録し、チームは112-103で勝利した。なお、レイカーズの選手が1シーズンで複数回30得点・20リバウンド以上を記録したのは、2003-04シーズンのシャキール・オニール以来約19年ぶりであった。3月27日〜4月2日にかけて、デイビスは週間平均38.7得点（FG成功率65.2%、FT成功率80.6%）、11.7リバウンド、1.0スティール、2.0ブロックを記録し、シーズン2度目となるウェスタン・カンファレンス週間最優秀選手に選出された。また、これらの活躍もあり、4月11日にウェスタン・カンファレンス月間最優秀選手に選出された。
プレーオフ第1回戦、メンフィス・グリズリーズとの第1戦でプレーオフキャリアハイとなる7ブロックを含む22得点、12リバウンド、3アシスト、3スティールを記録し、チームは128-112で勝利した。第3戦では31得点、17リバウンド、2アシスト、2スティール、3ブロックを記録し、チームは111-101で勝利した。ゴールデンステート・ウォリアーズとのカンファレンス準決勝の第1戦で、プレーオフキャリアハイとなる23リバウンドを含む30得点、5アシスト、4ブロックを記録し、チームは117-112で勝利した。なお、プレーオフで1試合30得点・20リバウンド・3ブロック以上を記録したのは、ティム・ダンカンに次いでNBA史上2人目であった。デンバー・ナゲッツとのカンファレンス決勝の第1戦で40得点、10リバウンド、3アシスト、3スティール、2ブロックを記録したが、チームは126-132で敗れた。その後、チームはナゲッツにスウィープで敗れた。なお、デイビスはこのプレーオフで通算50ブロックを記録しており、レイカーズにおいてはカリーム・アブドゥル＝ジャバー、シャキール・オニールに次いで史上3人目であった。

#### 2023-24シーズン
8月4日にレイカーズとの3年総額1億8600万ドルのマックス延長契約に合意した。12月10日に行われたインディアナ・ペイサーズとのインシーズン・トーナメント決勝で41得点、20リバウンド、5アシスト、4ブロックを記録し、チームは123-109で勝利した。これにより、チームはインシーズン・トーナメント初代チャンピオンとなり、デイビスはオールトーナメントチームに選出された（トーナメントMVPはレブロン・ジェームズ）。2024年1月9日のトロント・ラプターズ戦でシーズンハイとなる41得点を記録し、チームは132-131で辛勝した。同月13日のユタ・ジャズ戦でキャリアハイとなる11アシストを含む15得点、15リバウンドを記録し、自身2度目となるトリプル・ダブルを達成した。
2月1日に自身9度目となるオールスターに控えとして選出された。同月5日のシャーロット・ホーネッツ戦で自身3度目のトリプル・ダブルとなる26得点、15リバウンド、11アシストを記録し、FG成功率75%で25-15-10以上のトリプル・ダブルを達成したフランチャイズ史上初の選手となった。3月10日のミネソタ・ティンバーウルブズ戦でキャリアハイとなる7スティールを含む27得点、25リバウンド、5アシスト、3ブロックを記録し、1試合で25得点・25リバウンド・5アシスト・5スティール以上を記録したNBA史上初の選手となった。同月16日のミルウォーキー・バックス戦でキャリア最長となる52分の出場で34得点、23リバウンド、2アシスト、2スティール、4ブロックを記録し、チームはダブルオーバータイムの末に128-124で辛勝した。このシーズン、チームはプレーオフ第1回戦でデンバー・ナゲッツに第5戦の末に敗れた。

#### 2024-25シーズン
10月22日の開幕戦となったミネソタ・ティンバーウルブズ戦で36得点、16リバウンド、4アシスト、3ブロックを記録し、チームは110-103で勝利した。なお、レイカーズにおいて1試合35得点・15リバウンド以上を記録したのは、これで15度目であり、ウィルト・チェンバレンが保持するフランチャイズ記録に並んだ。3日後のフェニックス・サンズ戦で35得点を記録し、チームは123-106で勝利した。なお、レイカーズの選手がシーズン最初の2試合連続で35得点以上を記録したのは、ジェリー・ウェスト、エルジン・ベイラーに次いで史上3人目であった。12月6日のアトランタ・ホークス戦で38得点、10リバウンド、8アシストを記録したが、チームは延長戦の末に132-134で惜敗した。同月16日のメンフィス・グリズリーズ戦で40得点、16リバウンドを記録し、チームは116-110で勝利した。2025年1月27日のシャーロット・ホーネッツ戦でシーズンハイとなる42得点、23リバウンドを記録し、チームは112-107で勝利した。3日後に自身10度目となるオールスターに控えとして選出された。

### ダラス・マーベリックス
2月2日にルカ・ドンチッチが絡む3チーム間の大型トレードで、マックス・クリスティー、2029年のドラフト1巡目指名権と共にダラス・マーベリックスへ移籍した。なお、これはNBA史上最も衝撃的なトレードの一つと称され、シーズン中に現オールNBAプレーヤー同士がトレードされた史上初の事例となった。
同月8日のヒューストン・ロケッツ戦でマーベリックスデビューを果たし、26得点、16リバウンド、7アシスト、3ブロックを記録し、チームは116-105で勝利した。なお、マーベリックスの選手が前半だけで20得点・10リバウンド・5アシスト以上を記録したのは、マイケル・フィンリー、ルカ・ドンチッチに次いで史上3人目であった。しかし、この試合でデイビスは左内転筋を負傷し、数週間の欠場を余儀なくされた。3月24日の復帰戦となるブルックリン・ネッツ戦で12得点、6リバウンド、3アシスト、1スティール、1ブロックを記録し、チームは120-101で勝利した。4月2日のアトランタ・ホークス戦で決勝点となるショットを含む34得点、15リバウンド、5ブロックを記録し、チームは120-118で辛勝した。なお、マーベリックスの選手が1試合で30得点・15リバウンド・5ブロック以上を記録したのは、ダニエル・ギャフォードに次いで史上2人目であった。同月11日のトロント・ラプターズ戦で、30分間の出場で自身4度目のトリプル・ダブルとなる23得点、13リバウンド、10アシスト、7ブロックを記録し、出場時間31分未満で20得点・10リバウンド・10アシスト・5ブロック以上を記録したNBA史上初の選手となった。

## 代表歴
アメリカ代表として選出されたブレイク・グリフィンが故障で代表辞退をした事で追加招集された。大学生でアメリカ代表に選出されたのは、クリスチャン・レイトナー、エメカ・オカフォーに続き3人目である。
2014年スペインで開かれた2014年FIBAバスケットボール・ワールドカップでは、スター選手が不在の中で主力として活躍。金メダル獲得に貢献した。

## 個人成績

### NBA

#### レギュラーシーズン
| シーズン     | チーム       | GP  | GS  | MPG  | FG%  | 3P%  | FT%  | RPG  | APG | SPG | BPG  | PPG  |
| ------------ | ------------ | --- | --- | ---- | ---- | ---- | ---- | ---- | --- | --- | ---- | ---- |
| 2012–13      | NOH          | 64  | 60  | 28.8 | .516 | .000 | .751 | 8.2  | 1.0 | 1.2 | 1.8  | 13.5 |
| 2013–14      | NOP          | 67  | 66  | 35.2 | .519 | .222 | .791 | 10.0 | 1.6 | 1.3 | 2.8* | 20.8 |
| 2014–15      | NOP          | 68  | 68  | 36.1 | .535 | .083 | .805 | 10.2 | 2.2 | 1.5 | 2.9* | 24.4 |
| 2015–16      | NOP          | 61  | 61  | 35.5 | .493 | .324 | .758 | 10.3 | 1.9 | 1.3 | 2.0  | 24.3 |
| 2016–17      | NOP          | 75  | 75  | 36.1 | .505 | .299 | .802 | 11.8 | 2.1 | 1.3 | 2.2  | 28.0 |
| 2017–18      | NOP          | 75  | 75  | 36.4 | .534 | .340 | .828 | 11.1 | 2.3 | 1.5 | 2.6* | 28.1 |
| 2018–19      | NOP          | 56  | 56  | 33.0 | .517 | .331 | .794 | 12.0 | 3.9 | 1.6 | 2.4  | 25.9 |
| 2019–20      | LAL          | 62  | 62  | 34.4 | .503 | .330 | .846 | 9.3  | 3.2 | 1.5 | 2.3  | 26.1 |
| 2020–21      | LAL          | 36  | 36  | 32.3 | .491 | .260 | .738 | 7.9  | 3.1 | 1.3 | 1.6  | 21.8 |
| 2021–22      | LAL          | 40  | 40  | 35.1 | .532 | .186 | .713 | 9.9  | 3.1 | 1.2 | 2.3  | 23.2 |
| 2022–23      | LAL          | 56  | 54  | 34.0 | .563 | .257 | .784 | 12.5 | 2.6 | 1.1 | 2.0  | 25.9 |
| 2023–24      | LAL          | 76  | 76  | 35.5 | .556 | .271 | .816 | 12.6 | 3.5 | 1.2 | 2.3  | 24.7 |
| 2024–25      | LAL          | 42  | 42  | 34.3 | .528 | .298 | .788 | 11.9 | 3.4 | 1.3 | 2.1  | 25.7 |
| 2024–25      | DAL          | 9   | 9   | 29.6 | .461 | .233 | .688 | 10.1 | 4.4 | .6  | 2.2  | 20.0 |
| 通算         | 通算         | 787 | 780 | 34.5 | .522 | .296 | .794 | 10.7 | 2.6 | 1.3 | 2.3  | 24.1 |
| オールスター | オールスター | 7   | 3   | 17.3 | .700 | .143 | .500 | 5.3  | 1.4 | 1.1 | .6   | 18.4 |

- 2015年、2021年、2025年のオールスターゲームは選出されながらも故障のため不出場

#### プレーイン
| シーズン | チーム | GP | GS | MPG  | FG%  | 3P%  | FT%  | RPG | APG | SPG | BPG | PPG  |
| -------- | ------ | -- | -- | ---- | ---- | ---- | ---- | --- | --- | --- | --- | ---- |
| 2025     | DAL    | 2  | 2  | 33.5 | .481 | .385 | .857 | 9.0 | 1.5 | 1.0 | 2.0 | 33.5 |
| 通算     | 通算   | 2  | 2  | 33.5 | .481 | .385 | .857 | 9.0 | 1.5 | 1.0 | 2.0 | 33.5 |

#### プレーオフ
| シーズン | チーム | GP | GS | MPG  | FG%  | 3P%  | FT%  | RPG  | APG | SPG | BPG | PPG  |
| -------- | ------ | -- | -- | ---- | ---- | ---- | ---- | ---- | --- | --- | --- | ---- |
| 2015     | NOP    | 4  | 4  | 43.0 | .540 | .000 | .889 | 11.0 | 2.0 | 1.3 | 3.0 | 31.5 |
| 2018     | NOP    | 9  | 9  | 39.8 | .520 | .273 | .828 | 13.4 | 1.7 | 2.0 | 2.4 | 30.1 |
| 2020     | LAL    | 21 | 21 | 36.6 | .571 | .383 | .832 | 9.7  | 3.5 | 1.2 | 1.4 | 27.7 |
| 2021     | LAL    | 5  | 5  | 28.8 | .403 | .182 | .833 | 6.6  | 2.6 | .6  | 1.6 | 17.4 |
| 2023     | LAL    | 16 | 16 | 38.0 | .520 | .333 | .852 | 14.1 | 2.6 | 1.4 | 3.1 | 22.6 |
| 2024     | LAL    | 5  | 5  | 41.6 | .634 | .000 | .808 | 15.6 | 4.0 | .4  | 1.6 | 27.8 |
| 通算     | 通算   | 60 | 60 | 37.6 | .542 | .313 | .840 | 11.8 | 2.8 | 1.3 | 2.2 | 26.1 |

#### 1試合記録
- 得点：59（2016年2月21日）
- リバウンド：26（2019年10月20日）
- アシスト：11（2024年2月6日）
- スティール：7（2024年3月10日）
- ブロック：10（2018年3月11日）

### カレッジ
| シーズン | チーム       | GP | GS | MPG  | FG%  | 3P%  | FT%  | RPG  | APG | SPG | BPG | PPG  |
| -------- | ------------ | -- | -- | ---- | ---- | ---- | ---- | ---- | --- | --- | --- | ---- |
| 2011-12  | ケンタッキー | 40 | 40 | 32.0 | .623 | .150 | .709 | 10.4 | 1.3 | 1.3 | 4.7 | 14.2 |

## その他
- デイビスの特徴として、1本に繋がった眉毛である。大学では、"Fear The Brow"や"Raise The Brow"のキャッチコピーがつき、ドラフト後にキャッチコピーを商標登録した[96]。
- 公表している身長はドラフト時のもので、本人曰く現在は210cmを超えていることを公言した[97]。